# Усаев, Радмир Шакирович
Уса́ев Радми́р Шаки́рович (род. 3 марта 1966, Уфа, Башкирская АССР, СССР) — российский продюсер, Заслуженный деятель искусств Республики Башкортостан, генеральный директор Продюсерского Центра «RADUS» в городе Уфа.

## Биография

### Образование
В 1985 году окончил Уфимский государственный техникум пищевой промышленности и был призван в ряды вооруженных сил в Пограничные войска КГБ СССР. В начале службы окончил школу сержантского состава, где в период обучения также являлся секретарем Комитета Комсомола и ему досрочно присвоено воинское звание «сержант». Получив специальность «Младший контролёр», приступил к несению службы на «ОКПП Калининград». На протяжении дальнейшей службы осуществлял пропуск людей и транспортных средств через Государственную границу.
Летом 1987 года демобилизовался и поступил на театральный факультет Уфимского государственного института искусств на специальность «Режиссура драмы» на курс Рифката Исрафилова. В этом же году был избран секретарём комитета комсомола театрального факультета и пробыл им до окончания института. За период обучения принимал участие в общественных и творческих мероприятиях института. Будучи студентом 3-го курса Радмир Усаев поставил спектакль «Утренняя жертва», который получил главный приз на «Всероссийском фестивале студенческих театров», после чего был приглашён на постановку в Башкирский Академический театр драмы им. Мажита Гафури. Для своей первой постановки в театре он, в соавторстве с Ильей Ивановым, написал пьесу по мотивам восточных сказок «Бедолага Хасан». Премьера спектакля прошла в 1991 году и в этом же году Радмира Усаева пригласили на должность «Режиссёра-постановщика» в штат БАТД им. Мажита Гафури. Параллельно с работой в театре и обучением в институте занимался педагогической деятельностью УГИИ на актерском курсе Профессора Р. В. Исрафилова.
В 1992 году с отличием окончил Уфимский Государственный Институт Искусств.

### Карьера
За период работы в Башкирском академическом театре драмы им. Мажита Гафури Радмир Усаев в качестве режиссёра принимал участие в следующих постановках: «В ночь лунного затмения», «Великодушный рогоносец», «Ах, Бибинур-Бибинур»…
В качестве режиссёра-постановщика им были поставлены следующие спектакли: «Бедолага Хасан», «То в молодости, то в старости», «Я так долго ждал тебя», «Прощайте», «Попугай Жако».
В 1995 году Радмира Шакировича пригласили на постановку спектакля к 50-летию победы в Стерлитамакский Русский Драматический Театр, где им был поставлен спектакль «В кольце тишины». При работе над этим спектаклем он также выступил в качестве художника-постановщика.
В 1997 году занялся предпринимательской деятельностью в области шоу-бизнеса и вот уже на протяжении многих лет организует музыкально-театральные шоу, концерты и спектакли. За годы профессиональной деятельности в шоу-бизнесе в городах Республики Башкортостан прошли сотни концертов, спектаклей и творческих вечеров с участием артистов эстрады, театра, кино и цирка. Неоднократно им были организованы гастроли: МХТ им. Чехова под руководством О.Табакова, Театра «Современник» под руководством Г.Волчек, Театра Романа Виктюка, Московского театра «Школа современной пьесы», Театра Алексея Рыбникова, Оренбургского драматического театра им. М.Горького, Театра кошек Куклачева и многих других.
По приглашению Радмира Усаева в Уфу приезжали такие актеры, как Инна Чурикова, Олег Табаков, Александр Михайлов, Татьяна Васильева, Армен Джигарханян, Наталья Гундарева, Сергей Шакуров, Валерий Гаркалин, Нина Усатова, Спартак Мишулин, Нина Русланова, Игорь Скляр, Дмитрий Харатьян, Михаил Боярский, Виктор Сухоруков, Федор Добронравов, Татьяна Кравченко, Игорь Угольников, Михаил Полицеймако, Нонна Гришаева, Валентин Смирнитский, Аристарх Ливанов, Константин Хабенский, Михаил Пореченков, Марина Голуб, Станислав Садальский и многие другие.
В Республике и Уфе Радмиром Усаевым регулярно организуются концерты таких российских артистов, как Валерий Леонтьев, Земфира, Леонид Агутин, Анжелика Варум, Михаил Задорнов, Александр Розенбаум, Валерий Меладзе, Анита Цой, Кристина Орбакайте, Ирина Аллегрова, Сергей Пенкин, Стас Михайлов, Пелагея, Николай Носков, Филипп Киркоров, Александр Серов, Вадим Казаченко, Владимир Винокур, Геннадий Ветров, Ирина Круг, Михаил Турецкий, Новые русские бабки, Братья Сафроновы, Вардан Маркос, Дмитрий Маликов, Гарик Сукачев и многих других.
Неоднократно гастролировали такие группы и музыкальные коллективы как: «Синяя Птица», «Здравствуй, песня», «Самоцветы», «Песняры», «ДДТ», «Любе», «Ленинград», «Алиса», «Аквариум», «Пикник», «Сурганова и Оркестр», «Чайф», «Руки вверх», «Воскресенье», «Мумий Тролль» и многие другие.
Также на протяжении всего периода работы, Радмир Усаев сотрудничал с артистами и деятелями культуры Республики Башкортостан и Республики Татарстан.
Неотъемлемой составляющей деятельности Радмира Шакировича Усаева является содействие социально значимым проектам и мероприятиям. При его поддержке в Башкортостане реализуется проект «Звезды против наркотиков».

### Награды и звания
2 декабря 2015 года Глава Республики Башкортостан Рустэм Закиевич Хамитов вручил почетное звание «Заслуженный деятель искусств Республики Башкортостан» генеральному директору Продюсерского Центра «РАДУС» Усаеву Радмиру Шакировичу.

### Семья
- Супруга: Усаева Эльвира Арсеновна(1987) — арт-директор Продюсерского Центра «RADUS»
- Дети:
  - Сын: Усаев Родион Радмирович(1990)
  - Дочь: Усаева Мирабэлла Радмировна(2013)
  - Дочь Усаева Ариэлла Радмировна (2018)